# Ethniki Odos 8
Die Ethniki Odos 8 (griechisch Εθνική Οδός 8 ‚Nationalstraße 8‘) ist eine Straßenverbindung in Griechenland. Ihre Funktion haben inzwischen im Wesentlichen die parallel verlaufende Ethniki Odos 8a und die weiter ausgebaute Autobahn Aftokinitodromos 8 (A 8, Olympia Odos) übernommen. Die hauptsächlich vom Lokalverkehr genutzte EO 8 verläuft meist küstennäher als die EO 8a und die Autobahn und dabei durch die Küstenorte.

## Verlauf
Die Straße führt von Athen, wo sie im Kreisverkehr an der Platia Karaiskaki (Πλατεία Καραϊσκάκη Karaiskakis-Platz) im Stadtteil Metaxourgio beginnt, über Megara (Μέγαρα) und am Nordufer des Saronischen Golfs entlang zum Isthmus von Korinth und weiter am Südufer des Golfs von Korinth entlang durch Xilokastro und Egio (Αίγιο) nach Rio an der Brücke über den Eingang des Golfs von Korinth, der seit 2004 von der Rio-Andirrio-Brücke überquert wird, an die nördlich die Straße Ethniki Odos 5 (Europastraße 55) an-schließt. Von Rio führt die Straße nach Patras (Πάτρα) und geht dort in die Straßen Ethniki Odos 9 und die im Binnenland weiterführende Ethniki Odos 33 über.